# Catedral de los Santos Pedro y Pablo (Ulán Bator)
La Catedral de los Santos Pedro y Pablo o simplemente Catedral de Ulán Bator (en latín: Ecclesia cathedralis Sanctorum Petri et Pauli ) es el nombre que recibe un edificio religioso que está afiliado a la Iglesia Católica y se encuentra en la ciudad de Ulán Bator la capital del país asiático de Mongolia.
El templo sigue el rito romano o latino y es la iglesia madre o principal de la Prefectura apostólica de Ulán Bator (Praefectura Apostolica Ulaanbaatarensis Улаанбаатар хотын муж элчийн). La catedral fue diseñada por el arquitecto serbio Predak Stupar y fue consagrada en 2003 por el cardenal Crescencio Sepe; su forma se asemeja a la de una yurta.
Cuenta con 36 ventanas semicirculares y una ventana en la claraboya. Estas últimas se añadieron en el año 2005, y eran parte de un proyecto del hermano Mark, un miembro de la comunidad de Taizé. Las ventanas representan a los cuatro evangelistas en su forma simbólica, un águila, un ángel, un yak y un leopardo de las nieves (los dos últimos como una reinterpretación local de la iconografía cristiana tradicional, que sustituyen el toro alado tradicional y un león con alas).